# Dimyidae
Dimyidae zijn een familie van tweekleppigen uit de orde Pectinida.

## Taxonomie
De volgende geslachten zijn bij de familie ingedeeld:
- Basiliomya Bayer, 1971
- Dimya Rouault, 1850
- Dimyella Moore, 1970
- Neoatreta Waller, 2012